# Низмянка малая
Низмянка малая (лат. Lysimachia minima, более употребительный синоним — Centunculus minimus) — однолетнее травянистое растение, вид рода вербейник семейства первоцветные.

## Распространение
Низмянка малая распространен в Европе (Россия, Финляндия, Чехия и другие страны), Северной Африке, Америке и Малой Азии. На территории России произрастает в западных и северо-западных регионах (Ленинградская, Тверская, Калужская и другие области). Растет на песчаных полях, высохших болотах и бороздах, по берегам водоемов. В горных массивах центральной Европы (например в Чехии и Словакии) поднимается на высоту до 1000 метров над уровнем моря.

## Описание

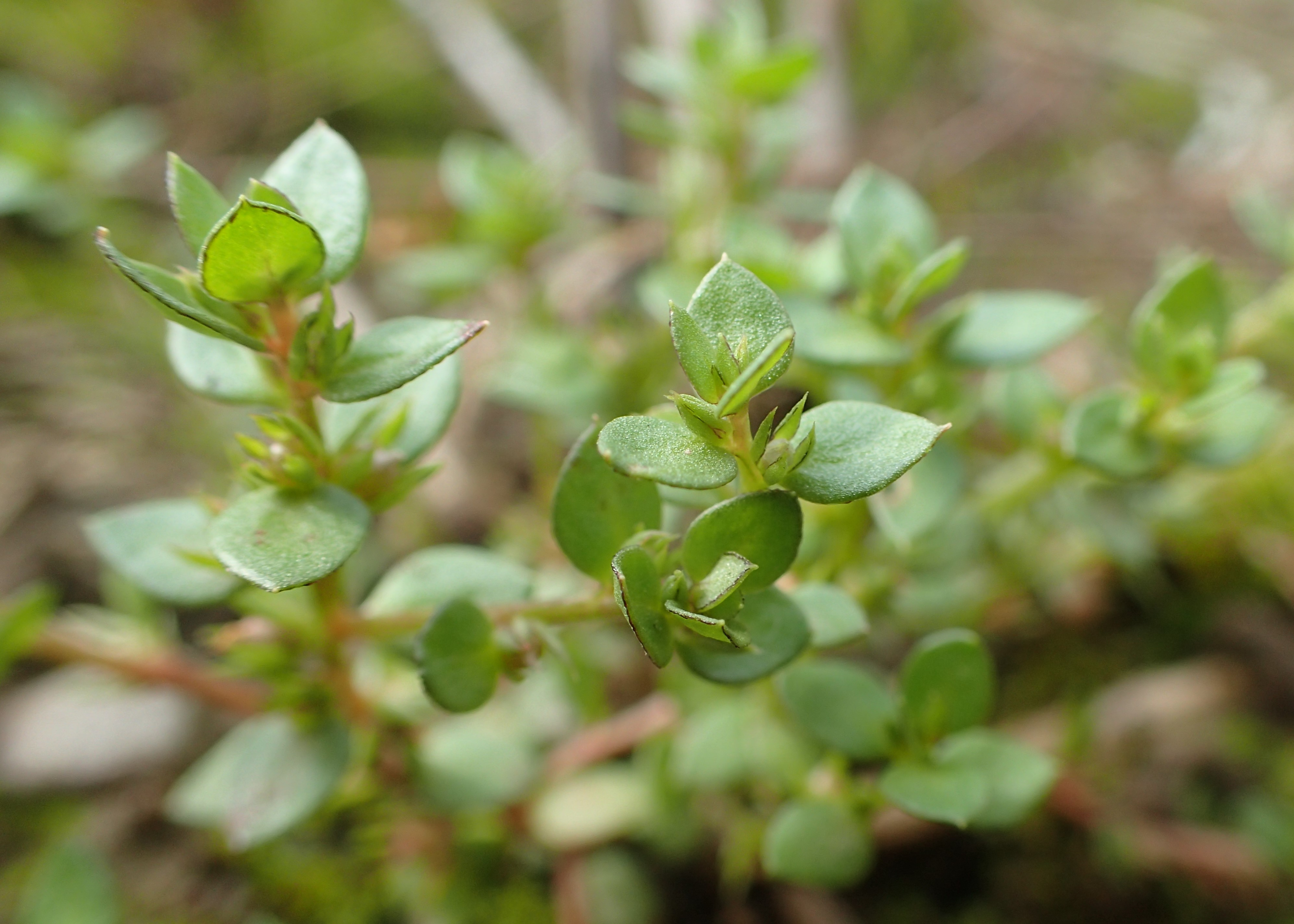
Низмянка малая в Польше.

Низмянка малая представляет собой карликовый однолетник с прямостоячим облиственным стеблем. Высота стебля растения до 8 см.
Листья очередные, цельные и цельнокройные, широкоэллиптические или яйцевидные, почти сидячие. Цветки одиночные в пазухах листьев, на очень коротких цветоножках, правильные, обоеполые, четырехчленные. Венчик сростнолепестный, диаметром 1,5 — 2,2 мм; беловатый или красноватый. Плоды — коробочки, вскрывающиеся крышечкой.

## Охранный статус
Во многих регионах низмянка малая является уязвимым видом. Она занесена в Красную книгу Ленинградской и Калужской областей России, Днепропетровской и Киевской областей Украины, Литвы, Эстонии и Финляндии.

## Синонимы
- Anagallidastrum exiguum Bubani
- Anagallis centunculus Afzel.
- Anagallis pumila var. ruizii A.St.-Hil. & Girard
- Anagallis pusilla Salisb.
- Anagallis sessilis Salzm. ex Duby
- Centunculus crassulus Baudo
- Centunculus lanceolatus Michx.
- Centunculus mexicanus J.H.Schaffn. ex R.Knuth
- Centunculus minimus L.
- Centunculus simplex Hornem.
- Lysimachia minima
- Micropyxis exigua